# دينيس ر. غلاس
دينيس ر. غلاس (بالإنجليزية: Dennis R. Glass)‏ هو رائد أعمال أمريكي، ولد في 1949.

## وصلات خارجية
- دينيس ر. غلاس على موقع إن إن دي بي (الإنجليزية)